# Sweet Lady Peggy
Sweet Lady Peggy è un cortometraggio muto del 1916. Il nome del regista non viene riportato. Il film è interpretato da Kathlyn Williams.

## Produzione
Il film fu prodotto dalla Selig Polyscope Company

## Distribuzione
Venne distribuito dalla General Film Company, con pellicola a 35 mm.